# 枝里子と鶴太郎のデータブティック
『枝里子と鶴太郎のデータブティック』（えりことつるたろうのデータブティック）は、1984年10月から1985年9月25日までTBS系列局で放送されていたTBS製作の情報バラエティ番組である。
花王（番組開始時の社名は花王石鹸で、1985年に社名変更）の一社提供。放送時間は毎週水曜 22:25 - 22:54 （日本標準時）。

## 概要
TBSの水曜22:00枠では長らく1時間ドラマが放送されていたが、1984年秋の改編で『ザ・サスペンス』の後継番組として水曜21時枠に『恋はミステリー劇場』が開始された。それまでの2時間（正味111分）から1時間半（正味85分）に短縮された22時台後半にスタートしたのが『枝里子と鶴太郎のデータブティック』である。その名の通り、楠田枝里子と片岡鶴太郎が司会を務めていた。
番組は毎回、若い女性1万人から取ったアンケートを基にしたデータを紹介していた。時折、それらから多少離れた小ネタ的なデータを紹介することもあった。

## 備考
- 本番組は、1967年に『負けたらあかんぞ!』が終了して以来17年ぶりにTBSで放送された花王提供番組である。『負けたらあかんぞ!』は朝日放送 (ABC) の製作だったため、TBS製作番組としては1965年に放送の『ヤングショー』以来となる。
- 鶴太郎と交流がある上柳昌彦（ニッポン放送アナウンサー）は、同時期に担当していた『上柳昌彦のオールナイトニッポン』で「父さんの変なクセ」という投稿コーナーを実施していた。これは、上柳が本番組などへのネタを提供するために始めたコーナーで、番組（コーナー）内で上柳が何度となく同様の説明を行っていた。上記「概要」節で挙げた「小ネタ的なデータ」の一部は、実際にこのコーナーに投稿された内容がネタ元になっているという。
- 花王石鹸時代の提供クレジットは他番組では使われない本番組独自のものが使われていた（左上に「提供」、中央に月のマークでその下に「花王」の二文字だけ）。社名変更直前にロゴが変更された最末期は本枠の後番組を含む社名変更後の一社提供番組と同じ白背景に若草色のロゴと右下に「提供」となった（映像・中村啓子のナレーションは『花王名人劇場』と同じ）。

### スタッフ
- 企画・プロデューサー：澤田隆治
- 演出：武井泉
- 構成：田渕寛、笠原正弘、松村千鶴子
- 制作：東阪企画、TBS

| TBS系列 水曜22:25枠                                              | TBS系列 水曜22:25枠                                             | TBS系列 水曜22:25枠                                                  |
| 前番組                                                           | 番組名                                                          | 次番組                                                               |
| ---------------------------------------------------------------- | --------------------------------------------------------------- | -------------------------------------------------------------------- |
| やさしい闘魚たち （1984年9月5日 - 1984年9月26日） ※22:00 - 22:54 | 枝里子と鶴太郎のデータブティック （1984年10月 - 1985年9月25日） | ヤングスペシャル ライブ・ザ・POP! （1985年10月9日 - 1985年10月23日） |
| TBS系列 花王一社提供枠                                           |                                                                 |                                                                      |
| 負けたらあかんぞ! （1967年7月3日 - 1967年9月25日） ※月曜19:00枠  | 枝里子と鶴太郎のデータブティック （1984年10月 - 1985年9月25日） | ヤングスペシャル ライブ・ザ・POP! （1985年10月9日 - 1985年10月23日） |